# Frédéric Rauh
Frédéric Rauh (Saint-Martin-le-Vinoux, 1861 – Parigi, 1909) è stato un filosofo francese.

## Biografia
Nel 1881 si laureò in Lettere all'École normale supérieure, e, successivamente, divenne professore a Tolosa e poi a Parigi. Studiosi di filosofia morale, aderì al positivismo che orientò i suoi interessi di ricerca verso la sociologia e la metafisica dei costumi, che ispirò i diversi sviluppi del Trattato di morale generale (Traité de morale générale), opera del suo allievo René Le Senne.
L'eloquenza di Rauh risultò particolarmente valorizzato dalla Società filosofica francese. Prese parte al dibattito intellettuale creato dall'affare Dreyfus, in relazione al quae affermò che la filosofia è "la strada, la vita, la battaglia quotidiana".
Secondo Raun, la morale non è un'idea disincarnata astraibile dal soggetto umano, ma una singolarità speciale e irrudicibile che non si struttura in relazione ad alcuna verità trascendente e metafisica, ma dal confronto di quelli che chiama valori della civiltà (scientifica o artistica). L'uomo morale, secondo Rauh, confronta questi valori tra loro e l'idea di ciò che è morale non è altro che la scelta soggettiva o intersoggettiva risultante.

## Opere
- Le Vers latin mourant, élégie, 1880.
- Essai sur le fondement métaphysique de la morale, thèse présentée à la Faculté des lettres de Paris, Paris, Félix Alcan, coll. Bibliothèque de philosophie contemporaine, 1890.
- Quatenus doctrina quam Spinoza de fide exposuit cum tota ejusdem philosophia cohœrat, 1890.
- De la méthode dans la psychologie des sentiments, Paris, Félix Alcan, coll. Bibliothèque de philosophie contemporaine, 1899.
- Psychologie appliquée à la morale et à l'éducation, 1900.
- L'expérience morale, Paris, Félix Alcan, coll. Bibliothèque de philosophie contemporaine, 1903.